# Lindsborg
Lindsborg és una població dels Estats Units a l'estat de Kansas. Segons el cens del 2000 tenia 3.321 habitants.

## Demografia
Segons el cens del 2000, Lindsborg tenia 3.321 habitants, 1.227 habitatges, i 775 famílies. La densitat de població era de 832,6 habitants/km².
Dels 1.227 habitatges en un 29,3% hi vivien nens de menys de 18 anys, en un 53,3% hi vivien parelles casades, en un 7,8% dones solteres, i en un 36,8% no eren unitats familiars. En el 33,8% dels habitatges hi vivien persones soles el 17,7% de les quals corresponia a persones de 65 anys o més que vivien soles. El nombre mitjà de persones vivint en cada habitatge era de 2,26 i el nombre mitjà de persones que vivien en cada família era de 2,89.
Per edats la població es repartia de la següent manera: un 20,5% tenia menys de 18 anys, un 18,7% entre 18 i 24, un 21% entre 25 i 44, un 19% de 45 a 60 i un 20,7% 65 anys o més.
L'edat mediana era de 37 anys. Per cada 100 dones de 18 o més anys hi havia 89 homes.
La renda mediana per habitatge era de 37.500 $ i la renda mediana per família de 46.250 $. Els homes tenien una renda mediana de 32.500 $ mentre que les dones 25.145 $. La renda per capita de la població era de 17.415 $. Entorn del 4,9% de les famílies i el 8,2% de la població estaven per davall del llindar de pobresa.

## Poblacions més properes
El següent diagrama mostra les poblacions més properes.